# 犬の心
犬の心（いぬのこころ）は、吉本興業東京本社（東京吉本）に所属していた日本のお笑いコンビ。1998年1月に結成し、2020年6月に解散。NSC東京校3期と同期扱い。キングオブコント2014ファイナリスト。

## メンバー
押見 泰憲（おしみ やすのり、1977年5月5日（48歳） - ）
- 新潟県燕市出身。
- ツッコミ・ネタ作り担当（結成当初からしばらくはボケ担当だったが2005年前後から徐々に担当を入れ替え始め、ツッコミ担当に至った）。
- 身長：170cm 体重：60kg （2009年5月5日シチサンライブ中の測定では72kg）、2014年現在のプロフィールには70kg 靴のサイズは26cm（先の方が余っているので、実際の足のサイズは24.5cmくらいではないかと言われている）血液型：O型 視力：右0.01 左0.06
- 新潟県立巻高等学校卒業後、日本体育大学中退。
- 趣味特技は仏像、スポーツ観戦、バレーボール。
- 家族構成は母、祖母、姉。
- 伊藤智博（LLR）、遠山大輔（グランジ）とDOI（ドゥーイ）というユニットを組んでいた。最初の頃は「遠山が勝手に言っているだけ」と認めてはいなかったが、現在はそうでもないという。2013年2月24日のライブをもって解散。
- 一部のゲイの人たちにもてる。本人は苦ではなくむしろ光栄に思っている。
- 5upよしもと所属のビーフケーキ、学天即が好き。ビーフケーキに関しては｢大好き｣、｢好きすぎて話せない。電話番号も聞けない｣と語っていた。
- 2009年神保町花月で選ぶ抱かれたい男ランキング1位（ちなみに載った『マンスリーよしもと』の写真は池谷だった）[3]。
- 池谷の嫁から嫌われている（旦那のミスを激しく叱責するから）ので、自分も嫌いだと言っている。『キングオブコント』決勝進出後に池谷の嫁からFacebookに友達申請が来たが拒否した[4]。
- トーク中など、池谷にはすぐに辛く当たり執拗に揚げ足を取るが押見曰く「愛情の裏返し」。
- ニーハイフェチであり、32歳の誕生日にはファンからプレゼントされ自身でも履いた。
- 「芸人の友達は四人しかいない。その中でも今の1位は関町知弘（ライス）、次が遠山大輔（グランジ）、伊藤智博（LLR）、ピクニック。ピクニックは実家住まいで車を持っていた間は1位だったが今は実家を出たので順位が下がった。伊藤は最近大人になってしまい、軽くあしらわれるようになった」という趣旨の発言が「2009年5月13日、シャッフルトーク　犬の心×ライス」にてあった。車の有無で友人の順位を変えていることを認めている。ちなみに関町は現在実家住まいで車を持っている。車を持っていないが2位の遠山は実質の1位であるらしい[5]。
- 後輩の田所仁（ライス）には「最高三人としか遊べない」と言われている。
- 自動車の免許を持っていない。
- ライスの「シチサンLIVE」で「関町がライブにくる途中に事故死した」というドッキリを行った際、田所を影で励ましたり、コーナーの合間にスタッフに田所を病院に行かせるよう掛け合ったりなど、周りからかっこいいと言われていた。
- アームストロングの「シチサンLIVE」で、虫が大の苦手であることが露顕した。
- ピースの「シチサンLIVE」の企画「THEアドリブー」（2009年7月21日）ではアドリブで最後のオチを考え、観客や出演者を驚かせた。
- 重岡謙作（ラフ・コントロール）に酔って怒鳴られたことがきっかけで苦手意識を抱いている。
- 生瀬勝久の顔マネができる。
- シティボーイズに憧れており、シティボーイズが所属するASH&Dコーポレーションの社長に気に入られて移籍の話が持ち上がる程だったが、現在はよしもとの後輩であるニューヨークの方が気に入られているため嫉妬している[6]。
- 鼻の頭にあるホクロが特徴だったが、『イベンジャーズ』（BS日テレ）にて占い師に見てもらったところホクロのせいで運気が下がっていると言われ除去手術をした。
- 上記のホクロ除去手術のロケ内で、2014年1月に約5年付き合っていた彼女と入籍したことを発表[7]。
- 2019年7月30日放送の『いろはに千鳥』（テレビ埼玉）内で離婚を発表した。
- 解散後の2020年8月3日、芸名を「押見トランス」に改名。その後、占いで「おしみんまる」に改名。

いけや 賢二（本名：池谷 賢二 いけや けんじ、1978年7月5日（47歳） - ）
- 静岡県駿東郡小山町出身。
- ボケ担当（結成当初からしばらくはツッコミ担当だったが2005年前後から徐々に担当を入れ替え始め、ボケ担当に至った）。
- 身長：170cm 体重：68kg 血液型：B型。
- 日本体育大学卒。
- 趣味特技は料理研究、料理、殺陣、野球。
- 嫌いな食べ物はパイナップル（見ただけで寒気がするらしい）。
- キラキラした大きい瞳が特徴。
- 落ち着いた低音の声が特徴的だが、爆笑すると甲高い笑い声がよく出る。特に相方が弄られているとよく爆笑している。
- 性格の悪い子が好きで治す過程が楽しいらしいが、押見曰く「一回も治っているの見たことない」。
- 芸人を始めた頃から現在まで居酒屋で板前のアルバイトをしており、料理が非常に得意である[8]。
- 調理師免許を取得しようとしていた時期がある。しかし「免許を取ったら芸人を辞めるかもしれない」と押見が免許取得を止めた[8][9]。
- 何かにつけて魚の話をしようとする。『ヨシモト∞』にフレッシュ芸人として出演した際、鰆の話で20分やり遂げた。
- 天然なところもあり、騙されやすい。
- 『R-1ぐらんぷり』などでピン活動をする時は苗字プラスアルファの芸名をつけることが多い。過去に使用した芸名は「池谷よろこんで」「キラキラ池谷」など。
- 自分のブログで創作料理のレシピも度々紹介している。
- 2009年、「吉本男前ランキング」37位
- 2009年3月26日に入籍。4月6日の「東京シュール5〜緊急集会〜」にて結婚を発表、5月24日に式を挙げた。
- 人にものをあげる癖があるらしく、奥さん（当時は彼女）には「私も損をする」と心配されている。（『よしもとオンライン』より）
- 高校時代はかなりモテたらしく、学校の入り待ちをされたり卒業式はボタンだけではなく学ランまで無くなりジャージで帰ったと自分で語っている[10]。
- Berryz工房「お昼の休憩時間。」のMVに出てくる弁当を作った。
- ライセンスとは上京してきたころにライブの手伝いや不動産屋の紹介、部屋の掃除までやっていたほど仲がよかった。またライセンスも、池谷と中尾伸吾（ノンスモーキン）はよくしてくれたと語っている[11]。
- 千原せいじプロデュースの居酒屋「せじけん」の全ての料理のプロデュースを手伝っている。（ペナルティのオンラインより）
- 庄やで長年アルバイトをしていたため、「庄や店長の『喜んで、いらっしゃいませ』の言い方の違い」というネタを持っている。
- 高所恐怖症である。
- ネズミを捕るのが上手い（厳密に言うと、ネズミが通る道に罠を仕掛けるのが得意）。
- 2011年10月19日、長女が誕生した。
- 大喜利が得意で又吉直樹（ピース）、安達健太郎（カナリア）、五明拓弥（グランジ）らと、ヨシモト∞ホールにて「おのれ」という大喜利イベントを行っていた。
- 2013年3月28日より名前を“いけや賢二”に改名した。
- 2014年5月より『人狼 ザ・ライブプレイングシアター（人狼TLPT）』にジェフ役として参加をしている。
- 『キングオブコント2014』の決勝進出者発表セレモニーでは、ファイナリストとして名前を呼ばれた瞬間号泣した。
- かつて料理本を出そうという話が出ていたが、テーマとして提案したのが「いかに化学調味料をうまく使うか」というもので、さすがに売れないとのことでボツになった。
- 2017年9月1日、岐阜県関市から“刃物大使”（関市の地場産業・刃物をPR）に任命された[12]。
- 解散後は実家のある静岡に移住しピン（料理芸人[2]）で活動。
- 2020年11月12日より、地元の富士山GOGOエフエムで新番組『公開！いけやミーティング』がスタート。コミュニティーFMにもかかわらず、県外からのリスナーも多く全国からメールが届く人気番組である。

## 概要
- 在学中の日本体育大学で知り合い、コンビ結成。コンビ名は押見が高校生の時に組んでいたバンド名からとったが、なぜその名前にしたかは本人にもわからないと語っている[13]。それ以前には「ナンバー“ワン”を目指すけど、口には出さず心の中に留めておこう、というポリシーを込めて」（押見談）[14]とも語っていた。近年では「適当に決めた」としている。
- 1998年1月に渋谷公園通り劇場（現在は閉鎖）で初舞台を踏む。その後、ルミネtheよしもと・神保町花月など舞台を中心に活動。吉本興業にはオーディションを経て所属しており養成所には通っていない為、NSC東京校3期と同期扱いとされている。
- 2005年には劇団ガッツを旗揚げし、演劇のイベントも行っている。演劇専門の舞台である神保町花月への出演が多いため、博多大吉から「神保町の住人」などと言われている。
- 「固定客」という表現は聞こえがよろしくないとの理由から、固定客のことをソフトクリームと呼称している（池谷が2007年8月のオールナイトトークライブにて突如思いついたことにより定着）。
- カリカ・家城が設立した「東京シュール5」の一員。他のメンバーはカリカ、しずる、ライス、POISON GIRL BANDである。同じシュールが持ち味であるライスとは周りの芸人から「師弟関係」と言われている。
- 遠山大輔（グランジ）が設立した「できる7人」の一員。他メンバーはグランジとライス。
- 2014年2月10,11日に行われた「犬の心単独ライブ〜2月犬〜」の際に初写真集を発売した。
- キングオブコント2014において初の決勝進出を果たす。1回戦でラブレターズを破るも2回戦でチョコレートプラネットに敗れた。
- 2014年10月9日より、大宮ラクーンよしもと劇場の専属芸人“大宮セブン”の一員として活動。他メンバーはサカイスト、ブロードキャスト！！、えんにち、GAG少年楽団、マヂカルラブリー、タモンズ。
- 2015年2月25日より、大宮セブンとしてさいたま観光大使に任命された。同年4月10日には、いけやの出身地の静岡県小山町から観光情報などをPRする“富士山金太郎おやま(FKO)もりあげ隊”に任命された[15]。
- 2020年6月22日にコンビ解散を発表。その後は、それぞれ吉本興業に所属のままピン芸人として活動を続けていくとしている[1][2]。

## 出演番組
- 爆笑オンエアバトル（NHK総合） 戦績0勝2敗 最高417KB
- エンタの天使（日本テレビ）-キャッチコピーは「唯一無二の犬走り（ドッグランニング）」
- ゼベック・オンライン（TOKYO MX、2005年2月21日）
- 本番で〜す!（テレビ東京、2007年10月6日）
- U・LA・LA@7（TOKYO MX） - 『よしもとうららちゃん』コーナー
- 爆笑レッドカーペット（フジテレビ）　キャッチコピーは「キャッチ ユア ハート」
- 24時間あたためますか?〜疾風怒涛コンビニ伝〜（日本テレビ、2008年3月15日） - コンビニの店長役
- 音笑!MMM（日本テレビ、2009年3月31日）
- サムライSHOW金ハンター（フジテレビ、2009年10月9日）
- オールザッツ漫才（毎日放送、2009年12月30日）
- やりすぎコージー（テレビ東京、2010年6月7日）池谷のみ
- イベンジャーズ（BS吉テレ、2013年7月24日,10月23日(できる7人として),2014年3月26日）押見のみ
- キングオブコント2014（TBS系列、2014年10月13日）
- 浜ちゃんが！（読売テレビ、2014年11月6日　日本テレビ、2014年11月19日）
- いろはに千鳥（テレビ埼玉、2014年11月11日,18日）
- てっぺん静岡（テレビ静岡、2014年12月3日-）池谷のみ
- LIFE！ステージ〜人生に捧げるコントライブ〜（NHK総合テレビジョン、2014年12月13日）
- よしもと大宮芸人大集合！大宮セブン爆笑ライブ（テレビ埼玉、2014年12月30日）
- 街録ch〜あなたの人生、教えて下さい〜（YouTube番組、2021年）

## 主な活動
- 犬の心単独
  - 2002年12月23日 ライブ『バ』vol.1
  - 2003年2月23日 ライブ『バ』vol.2
  - 2003年6月5日 ライブ『バ』vol.3
  - 2006年2月19日 よしもと若手ばかりのライブ祭り会場日にちバラバラだけど2WEEKSプラスツー 犬の心単独ライブ〜ババ〜
  - 2006年8月20日 吉本若手ばかりの単独夏祭り会場日にちバラバラだけど18DAYS 犬の心単独ライブ〜バババ〜
  - 2007年2月11日 よしもと若手ばかりのライブ祭り会場日にちバラバラだけど16DAYSプラスワン 犬の心単独ライブ〜ババババ〜
  - 2007年8月18,19日 吉本若手ばかりの単独祭り2007夏 犬の心単独ライブ2DAYS〜バババババ〜
  - 2008年3月23日 よしもと若手ばかり暦の上では春の単独祭り2008　犬の心単独ライブ〜ババババババ〜
  - 2008年8月16日 よしもと若手ばかり熱いゼ!!夏の単独祭り2008 犬の心単独ライブ〜嘘をつく〜
  - 2009年9月11日 よしもと若手ばかりはじける!夏の単独祭り2009 犬の心単独ライブ〜背中を掻く〜
  - 2010年4月18日 犬の心コントライブ『19の犬』
  - 2011年10月5日 犬の心単独ライブ〜10月の犬。3月、8月はアレでした。
  - 2014年2月10,11日　犬の心単独ライブ〜2月犬〜
  - 2014年12月11,12日　犬の心単独ライブ〜冬犬〜
  - 2015年6月18日-19日 犬の心単独ライブ〜梅雨犬〜
  - 2015年12月25,26日 犬の心単独ライブ〜2015犬〜
  - 2016年12月3日  犬の心単独ライブ〜新宿ひと吠え〜
- トークライブ
  - 2006年11月 より2ヶ月に1度のペースでオールナイトライブを開催
  - 2007年6月 のみオールナイトトークライブと称されている
  - 2007年8月 単独2日目の昼にトークライブ(またの名を小銭稼ぎライブ)を開催
  - 2008年1月 より月1開催となる
- 劇団ガッツ
  - 2005年10月16日 『お元気!』
  - 2005年12月22日 『劇団ガッツオールナイトトークライブ』
  - 2006年4月29日 『 』
  - 2006年10月7,8日 『 』
- 神保町花月
  - 2007年7月18日 - 7月27日 『THE MOMO-TARO』 座長公演
  - 2007年10月5日,6日 『湘南すずらん物語 #2 本当にあった怖い部室』 ゲスト出演
  - 2007年10月30日 - 11月4日 『コーポきよはる804』 グランジ班
  - 2007年12月11日 - 12月16日 『犬G』 ダイノジ班
  - 2008年1月16日 - 1月20日 『日の出アパートの青春』 カリカ班
  - 2008年4月22日 - 4月28日 『ラブ★ナビ』 座長公演
  - 2008年7月8日 - 7月10日 神保町花月1周年記念公演『心』 座長公演
  - 2008年9月9日 - 9月15日 『本当の嘘』 2丁拳銃班
  - 2008年10月7日 - 10月13日 『籠(かご)の城』 東京シュール5公演
  - 2008年11月26日 - 12月1日 『ミックスナッツ#3 〜変わらないこと 変えること〜』 座長公演
  - 2008年12月27日 - 12月30日 『晦(つごもり)の夜の果て』 座長公演
  - 2009年1月27日 - 2月1日 『三ツ星★ストア』 佐久間一行とのW座長公演
  - 2009年2月24日 - 3月1日 『ツノ』 押見脚本担当
  - 2009年3月3日 - 3月8日 『殺し屋一家の誕生日会』 ロシアンモンキー班
  - 2009年5月26日 - 5月31日 『前夜じゃ! 〜東京シュール5〜』東京シュール5公演 押見演出担当
  - 2009年10月14日 - 10月19日 『「かつて」の意味』 座長公演
  - 2009年12月1日 - 12月6日 『ボクノカラダ』 カリカ班
  - 2010年3月9日 - 3月14日 『しらゆき』 佐久間一行班
  - 2010年4月28日 - 5月3日 『ムネリンピック』 カリカ班
  - 2011年2月8日 - 2月14日 『アーモンドチョコレート』
  - 2011年3月29日 - 4月3日 『せりざわ君、キミは間違っている他』押見脚本担当
  - 2011年5月9日 - 5月15日 『ストロベリージャム』
  - 2011年5月31日 - 6月5日 『ブッタ』押見演出担当
  - 2011年6月21日 - 6月26日　『口悪お姫の泣き虫家来』
  - 2011年10月12日 - 10月16日　『なんとなく､マヨネーズ 前編』
  - 2011年11月22日 - 11月27日　『なんとなく､マヨネーズ 後編』
  - 2012年1月31日 - 2月5日　『オヤジ!!』
  - 2012年4月11日 - 4月16日　『僕はどうしても膝が痛かったんだ。』押見脚本担当
  - 2012年7月24日 - 7月29日　『ハッピーネガティブ・ボーイフル』押見演出担当、池谷のみ出演
  - 2012年9月11日 - 9月16日　『オヤジ!!夏のかけらとジンジャーエール』
  - 2012年12月21日 - 12月25日　『メリークリスマス“4”ユー！ 〜four again〜』
  - 2013年1月8日 - 1月15日　『目を閉じて、、、よ!』
  - 2013年2月13日 - 2月18日　『謎ト答』
  - 2013年3月14日 - 3月21日　『春夏秋冬』安達劇団 座長公演
  - 2013年4月17日 - 4月24日　『ラブ・オブ・ザ・デッド』
  - 2013年8月20日 - 8月26日　『ピクニック』押見演出担当、いけやのみ出演
  - 2013年8月31日 - 9月1日　『最高の玩具』いけやゲスト出演
  - 2013年9月10日,15日　『まとめルドキャスト〜えんジルドキャスト名作選〜』
  - 2013年10月8日 - 10月14日 『オカマーズ9』
  - 2013年10月22日,23日　『芸人の詩〜いろはにポエと〜』　　
  - 2013年11月20日 - 25日　『青空』安達劇団
  - 2013年12月27日 - 30日　『西遊記物語』
  - 2014年4月15日 - 22日　『TOO MUCH PAIN』安達劇団
  - 2014年5月8日 - 12日　『私立刑務所』
  - 2014年7月1日 - 6日　神保町花月7周年記念公演『生武運〜SEVEN〜』
  - 2014年9月10日 - 14日　『任侠デイドリーム』
  - 2014年10月23日 - 29日　『チェインギャング』安達劇団
  - 2014年12月27日 - 30日　『リズム&ライス〜その男のリズム〜』
  - 2015年7月14日 - 19日      『ナツテール』
  - 2016年2月2日  -  6日       『硬派探偵〜今が最高だと覚悟する〜』押見のみ出演
- その他
  - ルミネtheよしもと 不定期出演
  - AGE AGE LIVE 週一の割合で出演
  - 劇団乙女少年団 不定期出演
  - 2009年11月25日 - 11月26日　『BENKEI〜裏剣外伝〜』（京橋花月）
  - 2010年1月22日 - 1月24日　『BENKEI〜裏剣外伝〜』（あうるすぽっと）
  - 2010年4月9日 - 4月10日　『BENKEI〜裏剣外伝〜』（今池ガスホール）
  - 2010年5月21日 - 5月23日　『YOSHIWARA〜過去を失くした或る男の話〜』（京橋花月）
- 横浜エイティーズ 村木力也役で出演（押見）
- MO'SOME TONEBENDER「アンハッピー・ニューエイジ」のPV出演
- 「ドリームタッグ〜初対面でエチュードしましょう〜」（2013年8月25日、あるあるYY劇場・福岡県）
- 犬の心本気ライブ〜新ネタ&トーク〜 2011年より始動
- 不定期によしもと剣喜劇としてNGKや週末よしもとなどに出演
- 2014年5月13日 - 5月18日『人狼 ザ・ライブプレイングシアター #12:STEAM 機巧人形と月の艇』（池袋・シアターグリーン）いけやのみ
- 2014年7月29日 - 8月10日『人狼 ザ・ライブプレイングシアター #13:VILLAGE VII 夏草がそよぐ村』（池袋・シアターKASSAI）いけやのみ
- 2015年3月27日 - 3月29日『時代に流されろ！』（本多劇場）＠城島役 押見のみ